# Казалетто-Лодіджано
Казалетто-Лодіджано (італ. Casaletto Lodigiano) — муніципалітет в Італії, у регіоні Ломбардія, провінція Лоді.
Казалетто-Лодіджано розташоване на відстані близько 460 км на північний захід від Рима, 20 км на південний схід від Мілана, 14 км на захід від Лоді.
Населення — 2997 осіб (2014).

## Демографія
Населення за роками:

Станом на 1 січня 2023 року в муніципалітеті офіційно проживало 248 іноземців з 37 країн, серед них 91 громадянин країн Євросоюзу та 10 громадян України.

## Сусідні муніципалітети
- Баскапе
- Казелле-Лурані
- Черро-аль-Ламбро
- Салерано-суль-Ламбро
- Сан-Ценоне-аль-Ламбро